# J'ai ta main
J'ai ta main est une chanson de Charles Trenet, de 1938.

## Reprises
J'ai ta main a été reprise par les artistes suivants : 
- Jean Sablon (1938)
- Barney Wilen (album Jazz sur Seine, 1958)
- Barbara (1964, document radiophonique inédit au disque)
- Dalida
- Patrick Bruel en duo avec Zazie (2002, album Entre deux)
- Jacques Higelin (2005, album Higelin enchante Trenet)